# João Augusto de Araújo Castro
João Augusto de Araújo Castro (Rio de Janeiro, 27 de agosto de 1919 — Washington, 9 de dezembro de 1975) foi um diplomata brasileiro, ministro das Relações Exteriores durante o governo de João Goulart.
Graduado pela Faculdade de Direito da Universidade Federal Fluminense em 1941, ingressou na carreira diplomática em 1940, antes, portanto, de se formar. Em 1942, participou da comissão brasileira junto à Missão Cooke, grupo de técnicos enviado pelo governo norte-americano ao Brasil. Em 1943 foi enviado para o consulado brasileiro em San Juan (Porto Rico) e, posteriormente, para Miami e Nova Iorque. Em 1951, foi designado para a missão permanente do Brasil na Organização das Nações Unidas (ONU), em Nova Iorque. Transferido para Roma em 1953. Em 1958 assumiu a chefia do Departamento Político e Cultural do Itamaraty, tendo participado da formulação da Operação Pan-Americana, idealizado por Augusto Frederico Schmidt e proposto pelo presidente Juscelino Kubitschek ao governo norte-americano.
Em agosto de 1961, integrou a comitiva do vice-presidente João Goulart em missão especial a Moscou e ao Extremo Oriente. A viagem foi interrompida em Pequim, na República Popular da China, pela renúncia do presidente Jânio Quadros (25 de agosto de 1961), o que levou Goulart a retornar ao Brasil para assumir o governo.
Durante o governo João Goulart (1961-1964), Araújo Castro foi nomeado secretário-geral do Ministério das Relações Exteriores em 1963. Em julho deste ano foi nomeado ministro interino das Relações Exteriores, sendo efetivado em agosto. Em novembro, chefiou a delegação do Brasil à XVIII Sessão da Assembléia Geral da ONU, em Nova Iorque, defendendo na oportunidade sua política dos "Três D" - Desenvolvimento, Desarmamento e Descolonização.
Em 1968, após quatro anos de um certo ostracismo, foi nomeado embaixador do Brasil na ONU, deixando este cargo para assumir a embaixada do Brasil nos Estados Unidos em maio de 1971. Em Washington, buscou contornar as restrições impostas às importações de produtos brasileiros, e manteve contatos com parlamentares visando a recuperar a imagem do governo brasileiro dos desgastes sofridos com as denúncias de violências contra presos políticos. 
Era casado com Míriam Sain-Brisson de Araújo Castro, com quem teve três filhos.